# 1957 Angara
1957 Angara је астероид главног астероидног појаса са средњом удаљеношћу од Сунца која износи 3,006 астрономских јединица (АЈ).
Апсолутна магнитуда астероида је 11,36.